# 중국의 스포츠
중국의 스포츠는 다양한 경쟁 스포츠로 구성된다. 중국 전통문화에서는 체력을 중요한 특성으로 여긴다. 중국에는 올림픽 게임과 유사한 전국적인 4년마다 열리는 종합 스포츠 행사인 중화인민공화국 전국운동회가 있다.
중국의 스포츠는 오랫동안 무예와 연관되어 왔다. 1980년대 이전에 이 나라의 국제 스포츠 성공은 주로 탁구에서 이루어졌다. 이러한 상황은 1981년 FIVB 여자 배구 월드컵에서 중국 팀이 엄청난 대중의 관심 속에서 금메달을 획득하면서 바뀌었다.
1990년대 이전에는 스포츠에 대한 재정이 전액 정부에서 지원되었다. 1994년에는 중국 축구협회가 전문화되었고, 농구, 배구, 탁구, 웨이치 등이 이어졌다. 전문화는 상업화로 이어졌다. 이는 스포츠 협회가 수익을 창출하는 단체가 되었고, 클럽 시스템과 프로 스포츠 리그가 형성되었음을 의미했다. 2002년 드래프트에서 농구선수 야오밍이 미국 NBA에 진출하는 등 중국 선수들의 해외 프로리그 진출도 본격화됐다.
2007년 9월, 야오밍과 이젠롄의 농구 대결은 1억~2억 명의 중국인이 실시간으로 시청하면서 단일 스포츠 경기로는 중국 최대 관중을 모았다. 중국일보는 사실상 전국민이 파티와 열광적인 축하 행사 가운데 텔레비전 앞에 붙어 서 있다고 보도했다.
중국은 2008년 베이징 하계 올림픽에서 금메달 집계(48개)를 주도했다. 중국은 2014년 8월 16일부터 28일까지 2014년 하계 청소년 올림픽을 개최했다.
2017년 광저우 텐허 경기장에서 열린 축구 경기는 중국 본토 내 단일 스포츠 행사 중 가장 많은 관중을 모았다. 2017년 중국 슈퍼리그 경기 평균 관중 수는 23,766명이었다.
베이징은 2022년 동계올림픽 개최지였다.

## 같이 보기
- 광장무
- 홍콩의 스포츠
- 대만의 스포츠